# Talsperre Riosequillo
Die Talsperre Riosequillo (spanisch Presa de Riosequillo) ist eine Talsperre mit Wasserkraftwerk in der Gemeinde Buitrago del Lozoya, Autonome Gemeinschaft Madrid, Spanien. Sie staut den Lozoya zu einem Stausee auf. Die Talsperre dient der Trinkwasserversorgung und der Stromerzeugung. Mit ihrem Bau wurde 1946 (bzw. 1947) begonnen; sie wurde 1956 (bzw. 1958) fertiggestellt. Sie ist im Besitz von Canal de Isabel II.

## Absperrbauwerk
Das Absperrbauwerk ist eine Gewichtsstaumauer mit einer Höhe von 56 m über der Gründungssohle. Die Breite der Staumauer beträgt an der Basis 62 m und an der Krone 5 m. Die Mauerkrone liegt auf einer Höhe von 1010 m über dem Meeresspiegel. Die Länge der Mauerkrone beträgt 1060 (bzw. 1070) m. Das Volumen beträgt 203.000 m³.
Die Staumauer verfügt sowohl über einen Grundablass als auch über eine Hochwasserentlastung. Über den Grundablass können maximal 320 (bzw. 329) m³/s abgeleitet werden, über die Hochwasserentlastung maximal 386 (bzw. 390) m³/s. Das Bemessungshochwasser liegt bei 300 m³/s.

## Stausee
Beim normalen Stauziel von 1005 (bzw. 1010) m erstreckt sich der Stausee über eine Fläche von rund 3,26 km² und fasst 49 (bzw. 50) Mio. m³ Wasser; davon können 50 Mio. m³ genutzt werden.

## Kraftwerk
Das Kraftwerk wird von Hidráulica Santillana S.A.U. betrieben. Es wurde 1991 errichtet; seine installierte Leistung beträgt 7,36 MW. Die Jahreserzeugung schwankt; sie betrug im Jahr 2005 5,8 Mio. kWh und im Jahr 1996 27,71 Mio. kWh.
Die Francis-Turbine mit vertikaler Welle leistet maximal 7,36 MW und der zugehörige Generator 9 MVA. Die Nennspannung des Generators beträgt 6 kV. Die Nenndrehzahl der Turbine liegt bei 375 Umdrehungen pro Minute. Die Fallhöhe beträgt 44 m. Der Durchfluss liegt bei 18 m³/s.